# داني كلابتون
داني كلابتون (بالإنجليزية: Danny Clapton)‏ هو لاعب كرة قدم بريطاني في مركز نصف الجناح، ولد في 22 يوليو 1934 في ستيبني في المملكة المتحدة، وتوفي في 16 يونيو 1986. شارك مع منتخب إنجلترا لكرة القدم. أما مع النوادي، فقد لعب مع نادي أرسنال ونادي لوتون تاون.